# Brussinocryptus formosanus
Brussinocryptus formosanus är en stekelart som först beskrevs av Tohru Uchida 1932.  Brussinocryptus formosanus ingår i släktet Brussinocryptus och familjen brokparasitsteklar. Inga underarter finns listade.